# Rețea de socializare
O rețea socială este, general vorbind, o rețea de persoane cu scopuri comune, cum ar fi o rețea de studenți, politicieni, dar chiar și de hoți, în contrast cu rețelele tehnice ca rețeaua de telefon sau gaz metan.
În ultimii ani printr-o rețea socială se înțelege deseori și o rețea (informațională) de utilizatori Internet, bazată pe anumite site-uri web la care utilizatorii se pot înscrie și interacționa cu alți utilizatori, deja înscriși. Aceste rețele sociale fac parte din fenomenul relativ nou, global, numit Web 2.0. Astfel, membrii unei rețele sociale sunt legați între ei în mod informal, fără obligații, dar de obicei contribuie activ la colectarea și răspândirea informațiilor pe întregul glob prin intermediul webului. Eventual denumirea unei astfel de rețele (informaționale) de utilizatori s-ar putea echivala cu „rețea internetică de utilizatori”. 

### Teme de discuție
Există multe site-uri cu tema principală de discuții în următoarele domenii:
- fotografie
- muzică
- filme, video
- jocuri online

## Cele mai cunoscute rețele sociale
- Facebook - circa 1,310,000,000 membri (septembrie 2011) în toată lumea[1]
- Flickr - rețea mondială pentru informații de tip imagine și fotografie
- LinkedIn - 300 milioane utilizatori;[2] pentru managementul carierei și relațiilor profesionale
- Instagram - 30 milioane de utilizatori[3]
- Pinterest - circa 70 mil. utilizatori[4]
- X - circa 1 miliard membri (iunie 2014) - pentru răspândirea rapidă, în mase, a unor știri textuale scurte, de maxim 140 caractere.
- YouTube - 1 miliard utilizatori.[5]
- TikTok

## Rețelele sociale în România
În România rețelele sociale au apărut în 2005, o dată cu apariția Hi5, iar în 2008 au apărut Twitter și Facebook.

## Pericole
Pe lângă avantajele acestor rețele, care facilitează de exemplu întrajutorarea membrilor, formarea de noi cunoștințe și prieteni, răspândirea rapidă a știrilor și zvonurilor („bârfelor”), aceste rețele ascund și pericole, deoarece de obicei nu se declară explicit care e sursa informațiilor, cine este furnizorul de servicii, și nici dacă acesta intenționează să utilizeze informațiile și în alte scopuri. De multe ori chiar, ștergerea informațiilor introduse benevol pur și simplu nu este prevăzută, ele rămânând înregistrate „pe veșnicie”, chiar dacă sunt greșite sau devin cu timpul depășite. Aici lipsa de reglementări clare deschide poarta pentru abuzuri grave asupra datelor private sau chiar secrete ale utilizatorilor, cu atât mai mult cu cât majoritatea lor sunt foarte tineri și încă nefamiliarizați cu pericolele din Internet.

## Efecte
În ultimii ani comunicația maselor prin rețelele sociale are consecințe din ce în ce mai vizibile, chiar și pe plan mondial. Analiștii sunt de părere că fără rețele sociale evenimentele s-ar fi desfășurat altfel. Câteva exemple de evenimente recente (2011) influențate puternic de comunicația prin rețele sociale:
- protestele din Egipt care au dus la demisia lui Hosni Mubarak, președintele statului
- revolta populară din Tunisia care a dus la răsturnarea președintelui Zine El Abidine Ben Ali
- dovedirea de plagiate, ca de ex. lucrarea de doctorat a fostului ministru al apărării din Germania, graful Karl-Theodor zu Guttenberg.
- convocarea publicului la diverse întruniri sau chiar demonstrații poate fi ușurată; de exemplu s-au înmulțit așa-numitele facebook parties (singular: facebook party).
- protestele publice și mișcarea cetățenilor împotriva proiectului de cale ferată „Stuttgart 21” (Germania). Proiectul încă nu e decis.
- Influența rețelelor YouTube, facebook și twitter a schimbat deja radical industria divertismentului (showbizul sau entertainment industry). Un exemplu tipic este artista americană Lady Gaga, care atrage milioane de fani și cumpărători pe baza acestor rețele.